# 13699 Nickthomas
13699 Nickthomas (1998 MU7) là một tiểu hành tinh vành đai chính.